# PNC Music Pavilion

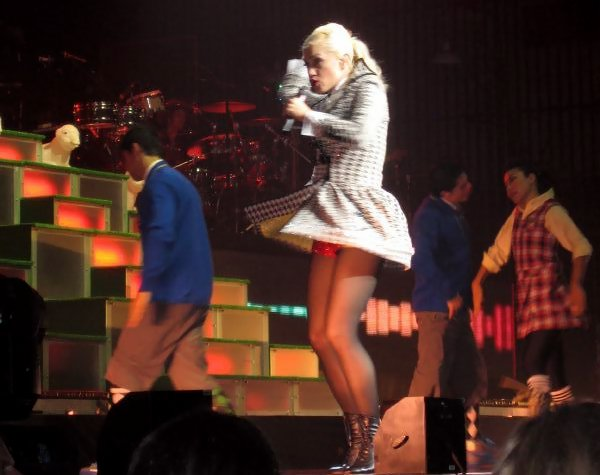
Gwen Stefani (right) performing "Wind It Up" at the Verizon Wireless Amphitheatre in Charlotte, North Carolina, United StatesIMG_5371

Verizon Wireless Amphitheatre Charlotte é uma arena em Carolina do Norte, Estados Unidos.  Especialista em grandes shows. Originalmente abriu como Blockbuster Pavilion em 1991, e substituiu largamente o Paladium Amphitheater em Carowinds como o principal local de shows na área metropolitana de Charlotte.  Foi renomeada em 8 de fevereiro de 2001.
É operada pela Live Nation, uma firma especialista em shows. Há outros Verizon Wireless Amphitheatre nos EUA. O anfiteatro hospeda muitas variedades diferentes de shows, incluindo rock, alternativo, pop, country, jazz e rhythm and blues, juntamente com eventos especiais e festivais de todos os tipos. O local ganhou alguma notoriedade em 2005, quando Simon Le Bon, do Duran Duran, se referiu à cidade de Charlotte como "Charlotte, Virginia".
A data final do tour norte-americano de Paul McCartney, no seu "New World Tour" de 1993, foi neste anfiteatro, em 15 de junho de 1993.  O show foi transmitido nacionalmente na FOX network.
O Verizon Wireless Amphitheatre, em Charlotte, é um ponto popular de tours de verão, geralmente entre shows em Raleigh, NC e Atlanta, GA's, locais com tamanho parecido.  A Vans Warped Tour, Ozzfest, e outras turnês, geralmente sempre fazem uma aparição neste local.